# ザ・ファミリー (オーストラリアのニューエイジグループ)
ザ・ファミリー（英語: The Family、サンティニケタン公園協会、またはグレートホワイトブラザーフッドとも呼ばれる）は、1960年代半ばにヨガ教師アン・ハミルトン・バーン（本名エブリン・グレース・ビクトリア・エドワーズ, 1921年12月30日 - 2019年6月13日）の指導の下で結成されたオーストラリアのニューエイジグループである。グループの本部は、1987年8月14日に警察によって襲撃され、すべての子供が施設から救出された。創設者および指導者のハミルトン・バーンは、血縁関係にない3人の子どもを、自分の産んだ三つ子だと偽って登録したことにより、詐欺と偽証罪で起訴された。彼女は虚偽の宣告をしたという軽微な罪を認め、5000ドルの罰金を支払った。

## 教義
ザ・ファミリーの教えは、スピリチュアルな真理は普遍であるという原則に基づき、キリスト教、ヒンズー教に加えて、その他いくつかの宗教に教えを併せ持つ折衷的な教えを説いた。グループの中で暮らす子どもたちはホームスクーリングを受け、各宗教の経典や、シュリ・チンモイ、メヘル・バーバー、ラジニーシなど、有名ニューエイジグルの著書を学んだ。グループのメンバーは自分たちをイエスの使徒の生まれ変わりだと主張し、その行動を正当化していた。
ザ・ファミリーの教えの根幹にあるのは、ハミルトン・バーンがイエス・キリストの生まれ変わりであり、女性に転生した生きる神だという信念と、彼女への崇拝だった。イエス・キリストは人類を助けるために地球に降りてきた偉大なマスターで、同様にブッダとクリシュナも同様の覚者であるとされていたが、彼らの指導者ハミルトン・バーンも。それらの存在と同列に並べられていた。養子である娘のサラ・ハミルトン・バーンは、グループの信念をキリスト教と東洋の神秘主義の「ごった煮（ホット・ポッチ）」として説明している 。

## 歴史

### 起源
1964年頃、心理学者レイナー・ジョンソンは、彼女の教えるヨガのクラスでアン・ハミルトン・バーンと出会う。ヴィクトリア州ファーニークリークの自宅を、ハミルトン・バーンが主催する宗教的・哲学的ディスカッショングループに貸した。やがてメルボルンの成人教育評議会で「マクロコスムとミクロコスム（大宇宙と小宇宙）」と題した講義も毎週行うようになり、参加者を増やしていった彼らは、1968年に建物を購入し、サンティニケタン公園と名付け、サンティニケタンロッジという会議ホールを作った 。
このグループのメンバーには、中流階級の専門職に就く人物が多くいた。その4分の1は、看護師やその他の医療関係者など、ジョンソンが連れて来た職場関係者だったと言う。彼らはジョンソンを通じて、ハミルトン・バーンのハタヨガクラスに紹介された。メンバーは主にダンデノング郊外に住んでおり、毎週火曜日、木曜日、日曜日の夕方にサンティニケタンロッジ、オリンダのクラウザーハウス、またはホワイトロッジと呼ばれる各施設に集まった。

### ニューヘイヴン精神病院
1960年代後半から1970年代にかけて、ヴィクトリア州キューで、サンティニケタンロッジのメンバーであるマリオン・ヴィリメクが所有および管理するニューヘイヴン精神病院を、グループの実験の場として使った。そこで働くスタッフと精神科医の多くもロッジのメンバーだった。
ニューヘイヴンの患者の多くは、幻覚薬 LSDで治療された 。病院は、患者の中から潜在的な新しいメンバーを募集するための場所として利用された。またサンティニケタンロッジも、精神科医ジョン・マッカイとハワード・ウィテカーの指示の下でメンバーにLSDを投与した 。1960年代後半、協会の元のメンバーにSD投与、電気けいれん療法、白内障手術、およびロボトミーとも呼ばれる外科手術を受けたメンバーもいる。
ニューヘイヴン病院は1992年までに閉鎖された。その年、1975年に彼らが実施したディープスリープセラピーによって患者が死に至ったという訴えがあった。調査団は、ニューヘイヴンでの電気けいれん療法、LSD、およびその他の診療の使用に関する証拠を入手したが、患者にディープスリープセラピーが使用されたという証拠を発見することはできなかった。ニューヘイヴンの建物は、後に、以前の所有者とは何ら関係を持たない老人ホームとして再開された。

### カイ・ラマ
1968年から1975年の間に、ハミルトン・バーンは14人の幼児と幼い子供を獲得した。彼らはファミリーのメンバーが出産したり、グループ内の弁護士、医師、およびソーシャルワーカーによって不正に行われた養子縁組によって獲得した子どもたちだった。子どもの身元は、偽の出生証明書または証書投票を使用して変更され、一様にハミルトン・バーンという姓が与えられた。また彼らは同じような衣服を与えれれ、髪の毛も金髪に染められた。
子どもたちは人里から離され、ヴィクトリア州アイルドン湖付近にあるカイ・ラマと名付けられた所有地で、ホームスクーリングを受けた。彼らはアン・ハミルトン・バーンを生物学的母親だと教え込まれ、グループの他の大人を「おばさん」および「おじ」と呼ぶよう指示されていた。彼らは外界とのアクセスをほぼすべて禁じられ、（多くは非常に恣意的と思える状況で）頻繁にぶたれたり、食事制限を受けた。
さらに子どもたちは、向精神薬フルフェナジン、ジアゼパム、ハロペリドール、クロルプロマジン、ニトラゼパム、オキサゼパム、トリフルオペラジン、カルバマゼピンまたはイミプラミンを投与された。そして青年期に達すると、イニシエーションと称して、LSDを投与された。薬物の影響下で、子どもたちは、ハミルトン・バーンまたはグループの精神科医以外との接触を断たれた状況で暗い部屋に放置された 。

### シッダヨガ
数年の間、アン・ハミルトン・バーンはシッダ・ヨガ運動とのつながりを築き、スワミ・ムクタナンダからシャクティパットのイニシエーションを受け、自らの呼称もマ・ヨガ・シャクティとういサンスクリット語の名前に変えていた。1979年、1981年には、彼女は子どもたちのうち何人かをニューヨーク州サウス・フォールズバーグの アシュラム （後にシュリー・ムクタナンダ・アシュラムとして知られる）に連れて行き、ムクタナンダと共に過ごした。またアシュラム近くの不動産を、彼女の米国拠点として購入した 。
養子の一人であるサラ・ハミルトン・バーンによると、ムクタナンダはハミルトン・バーンのグループに週一回プライベートな講義（またはダルシャン）を行っていた。彼はかつて、ハミルトン・バーンの子どもちに、ザ・ファミリーを離れてインドのアシュラムで彼と一緒に住みたいかと尋ねた。子どもたちはみな熱狂したが、それを知ったハミルトン・バーンによって罰せられた。またサラは、ハミルトン・バーンがシュリー・ムクタナンダ・アシュラムに多くのトラブルを引き起こし、ムクタナンダの信者の何人かはファミリーに亡命する者もいたと述べている。サラはスワミ・テジョマヤナンダがファミリーのイニシエーションを受けた場にも居合わせたが、どうしてこのように悲惨なセクトに参加したいのか理解できなかったと述べている。

### 警察の介入
サラ・ハミルトン・バーンは、反論的で反抗的な振る舞いのために、1987年に養母であるアン・ハミルトン・バーンからカイラマを追放された。彼女は私立探偵らの支援を受けて、ヴィクトリア州警察がザ・ファミリーを注視するよう働いた。その結果、1987年8月14日金曜日、警察によるカイラマへの介入があり、すべての子どもたちが施設から救出された。ファミリー脱退後、医者になったサラは、自分が養子だったことを知り、やがて実の母親に会いにいった 。
1987年の介入の際、アン・ハミルトン・バーンと彼女の夫ウィリアムは、オーストラリア国外にいた。その後6年に渡って、彼らは海外拠点を転々としたが、1993年オーストラリア、イギリス、およびアメリカの警察が関与した調査であるオペレーションフォレストの一環として、ニューヨークのキャッツキルにあるハーレービルの町でFBIによって逮捕された。彼らはオーストラリア政府に引き渡され、出生届や養子縁組手続きにおける詐欺罪と偽証財で起訴された。 この時、共に訴えられたメンバーには、ニューヘイヴン精神病院の管理人である精神科医のハワード・ウィテカーの妻エリザベス・ウィテカーがいた。 ハミルトン・バーンは、虚偽の申告をしたという軽微な罪に対して有罪となり、5000ドルの罰金を科された。
さらに1987年には64歳のマーゴット・マクレランは、1978年から1988年の間に28,000ドルを虚偽取得したことで有罪判決を受けた 。

### 訴訟
2009年8月、2人がアン・ハミルトン・バーンを訴えた後、金銭的補償を受けた。彼女の孫娘であるレベッカ・クック・ハミルトンは、2007年に精神病および精神病の疑いで彼女を訴えた。彼女は、ハミルトン・バーンと暴行を含む彼女の召使いから「残酷で非人道的な扱い」を受け、一晩中凍った小屋に閉じ込められ、薬を服用させられたと主張した。彼女はまた、与えられた食料が不十分だったと主張した。賠償金は250,000ドルと見積もられた 。
ファミリーの元メンバーであるシンシア・チャンは、ビクトリア州オリンダの不動産のためにハミルトン・バーンに合計352,115ドルを支払ったと主張したが、財産は彼女に譲渡されなかった。彼女はまた、別の財産のためにハミルトン・バーンに合計70,400ドルを支払ったと主張しましたが、これも彼女に譲渡されなかった。ハミルトン・バーネは、彼女にはその問題の記憶がないと言った。チャンの判決は25万ドルと推定された 。
1980年代、警察は、ハミルトンビルンの財産は5000万ドルにもなると推定した 。

## タイムライン
- 1961年：アン・ハミルトン・バーンは、彼女のヨガクラスを受けに来た心理学者レイナー・ジョンソンと出会い、ザ・ファミリーを創設。
- 1964年：ジョンソンはビクトリア州ファーニークリークのにある自宅そばの土地を購入し、ザ・ファミリーの本部となるサンティニケタン・ロッジを建設。
- 1965年：ハミルトン・バーンが、南アフリカの海軍士官マイケル・ライリーと結婚。結婚は長続きしなかった。
- 1968年：ハミルトン・バーンは、パートナーのビルと共に子供の養子縁組を開始。ビルは姓をハミルトン・バーンに変更するが、この段階では二人は結婚しなかった。
- 1970年代：ハミルトンバーンは、イギリスのラングトングリーンにある農場と、ムクタナンダのアシュラムに近いニューヨークのキャッツキルにあるスワミ・ムクタナンダのアシュラムに近い不動産を購入。ビルと結婚。
- 1983：オーストラリア連邦警察が、行方不明の少女キム・ハルムを探してカイ・ラマ家宅捜索。
- 1986：ニューヘイヴン病院閉鎖。後に死去したグループメンバーの親族によって提起された訴訟の対象となるが、証拠不十分でアン・ハミルトン・バーンが勝訴。
- 1987年：サラ・ハミルトン・バーンは養母アンによって追放される。彼女は警察に通告してカイ・ラマに介入、子どもたちを救出。
- 1988年：ファミリーに所属する7人の女性が、社会保障詐欺で逮捕。
- 1989年：ヴィクトリア州の警察が、ザ・ファミリーを捜査のためにオペレーション・フォレストを設立。
- 1990：元グループ弁護士のピーター・キビーが警察と協力し、ハミルトン・バーンの命令で出生記録を偽造したことを認める。元「おばさん」のパトリシア・マクファーレンは、養子詐欺に関する情報を警察に提供。[37]
- 1993年：アンとビルは、オーストラリアへの電話が追跡された後、FBIによって滞在中のニューヨーク州キャッツキルで逮捕。
- 1995：サラ・ハミルトン・バーンの本「 Unseen Unheard Unknown」がペンギンブックスより出版。
- 2001年：サラ・ハミルトン・バーンが死ぬ前にビルを訪れる。アン・ハミルトン・バーンも葬儀に出席。これはアンが有罪判決を受けて以降、公の前での最後の姿となった。[38]
- 2009：サラ・ハミルトン・バーンは、ビクトリア州オリンダのにあるアンの住居にて彼女に会いに行く。
- 2013：アンはメルボルンの老人ホームで認知症で死にかけていると報告されており、グループのリーダーとしてのアンの後継者をめぐるカルト内の権力闘争があると報告される。[39]これらの報告に応じた地元ラジオ局のインタビューを受け、生後18ヶ月で養子となったベン・シェントンは、グループは「歯のないトラ」になったと述べた。[40]
- 2014：レイナ―・ジョンソンの秘密の日記が公開される。カルトがどのように始まり、その目的が何であり、どのように成長したかについて、内部者の目を通じた見解が示される。[41][42][43][44]
- 2016： ザ・ファミリーのドキュメンタリーが、メルボルン国際映画祭で公開。アンナ・グリーブ制作、共同プロデューサでもあるロージー・ジョーンズが脚本・監督を担当。[45]
- 2019：6月13日、アン・ハミルトン・バーン97歳で死去。[46]